# Sophie Artur
Sophie Artur est une actrice française, née le 29 novembre 1957 à Paris en Île-de-France. Fille de l'animateur radiophonique José Artur et de la comédienne Colette Castel, elle est connue dans le rôle de Caroline « Caro » Boissier dans la série télévisée Maguy dans les années 1980-1990.

## Biographie
Sophie Artur suit les cours Périmony. En 1978, elle interprète son premier rôle dans La Leçon d'Eugène Ionesco sous la direction de Marcel Cuvelier. Dans la même année, Claude Chabrol la dirige dans un épisode Monsieur Saint-Saëns de la collection « Il était un musicien »,.
De 1985 à 1993, elle occupe un rôle récurrent dans la série télévisée Maguy. Elle obtient ensuite un autre récurrent dans une série, de 1998 à 2012, dans Julie Lescaut.

## Filmographie

### Cinéma

#### Longs métrages
- 1980 : Un mauvais fils de Claude Sautet : l'employée de Madeleine
- 1982 : Le Grain de sable de Pomme Meffre : Midinette
- 1982 : Que les gros salaires lèvent le doigt ! de Denys Granier-Deferre
- 1985 : Les Nanas d'Annick Lanoë : Charlotte
- 1986 : Suivez mon regard de Jean Curtelin : la femme violée
- 1990 : Il y a des jours... et des lunes de Claude Lelouch
- 1992 : La Belle Histoire de Claude Lelouch
- 1994 : L'Enfer de Claude Chabrol
- 1996 : Les Caprices d'un fleuve de Bernard Giraudeau : Éléonore
- 1996 : La Belle Verte de Coline Serreau
- 1999 : Une journée de merde de Miguel Courtois : la patronne du café
- 1999 : Le Plus Beau Pays du monde de Marcel Bluwal : la mère de Marianne
- 2002 : Comme un avion de Marie-France Pisier : Lucienne
- 2008 : Musée haut, musée bas de Jean-Michel Ribes : Sabine Le Gréco

#### Court métrage
- 1993 : Relâche de Gilles Bourdos : Marianne

### Télévision

#### Téléfilms
- 1981 : Marie-Marie de François Chatel
- 1982 : L'Apprentissage de la ville de Caroline Huppert : la vendeuse de pommes
- 1982 : Aide-toi... de Jean Cosmos
- 1993 : Édith Piaf : Une brève rencontre de Michel Wyn : Édith Piaf
- 1994 : Les Absences du président de Gérard Guillaume
- 1995 : Lise ou l'affabulatrice de Marcel Bluwal : Gaby
- 1995 : Parents à mi-temps d'Alain Tasma : Mme Saint-Georges
- 1997 : Viens jouer dans la cour des grands de Caroline Huppert : Irène Rieux
- 1998 : Les Grands Enfants de Denys Granier-Deferre : Viviane
- 1998 : Tous ensemble de Bertrand Arthuys : Geneviève
- 1999 : Parents à mi-temps : Chassés-croisés de Caroline Huppert : Mme Saint-Georges
- 1999 : Le Monde à l'envers de Charlotte Brandström : Mathilde
- 2001 : Le Secret d'Alice de Michaël Perrotta : Mathilde
- 2008 : La Dame de chez Maxim de Jean-Luc Orbona : Madame Sauvarel
- 2010 : George et Fanchette de Jean-Daniel Verhaeghe
- 2011 : Le vernis craque de Daniel Janneau : Mme Camille
- 2013 : Les affaires sont les affaires de Philippe Bérenger

#### Séries télévisées
- 1978 : Il était un musicien (épisode Monsieur Saint-Saëns) de Claude Chabrol
- 1981 : Julien Fontanes, magistrat (épisode Un si joli petit nuage) de Jean Pignol : Sophie
- 1983 : Julien Fontanes, magistrat (épisode Week-end au paradis) de Guy-André Lefranc : Cora
- 1985 - 1993 : Maguy : Caro, la fille de Maguy
- 1993 : Nestor Burma, saison 3, épisode 3 : Les eaux troubles de javel : Suzanne
- 1998 - 2012 : Julie Lescaut : Agent puis Brigadière puis Brigadière-cheffe Christelle Renard
- 1999 : Mélissol (épisode Mauvaise Foi) de Jean-Pierre Igoux : Mireille, l'infirmière
- 2000 - 2001 : Le Lycée : Élisabeth Ducros
- 2005 : Joséphine, ange gardien (épisode Robe noire pour un ange) de David Delrieux : l'assistante sociale
- 2008 : Chez Maupassant (épisode Ce Cochon de Morin) de Laurent Heynemann : la tante Tonnelet
- 2009 : Contes et nouvelles du XIXe siècle (épisode Le Petit Vieux des Batignolles) de Claude Chabrol : Madame Méchinet
- 2010 : Famille d'accueil : Solange Bru
- 2010 : Section de recherches (épisode Millésime meurtrier) de Denis Amar : Victoire Delorme
- 2019 : Scènes de ménages : Colette, la mère de Fabien[7]

## Théâtre

### Auteur
- 2004 : Romance en Fa coécrit avec Sylvie Audcoeur
- 2007 : Je vous salue mamie coécrit avec Marie Giral

### Comédienne
- 1982 : L'Augmentation de Georges Perec, mise en scène Marcel Cuvelier, Théâtre de la Huchette
- 1987 : Le Pool en eau de Robert Pouderou, mise en scène Régis Santon, Studio des Champs-Élysées
- 1989 : Ma vie n'est plus un roman de Michel Déon, mise en scène Roger Louret, Théâtre des Bouffes-Parisiens
- 1991 : Calamity Jane de Jean-Noël Fenwick, mise en scène Jacques Rosny, Théâtre Montparnasse
- 2005 : Bel-Ami d'après Guy de Maupassant, mise en scène Didier Long, Théâtre Antoine
- 2006 : Les Cuisinières de Carlo Goldoni, mise en scène Justine Heynemann, Théâtre 13
- 2007 : La Dame de chez Maxim de Georges Feydeau, mise en scène Francis Perrin, Théâtre des Variétés - Mme Sauvarel
- 2008 : Je vous salue mamie de Sophie Artur et Marie Giral, mise en scène Justine Heynemann, Théâtre La Bruyère
- 2010 : Le roi se meurt d'Eugène Ionesco, mise en scène Georges Werler, Comédie des Champs-Élysées - Juliette
- 2011 : Pour l'amour de Gérard Philipe de Pierre Notte, mise en scène de l'auteur, Théâtre La Bruyère
- 2012 : Jacques et son maître de Milan Kundera, mise en scène de Nicolas Briançon, Théâtre de la Pépinière
- 2014 : Joyeuses Pâques de Jean Poiret, mise en scène de Jean-Luc Moreau, Théâtre du Palais Royal
- 2018 : Le Canard à l'orange de William Douglas Home, mise en scène Nicolas Briançon, Festival d'Anjou puis théâtre de la Michodière en 2019
- 2023 : Femmes en colère de Mathieu Menegaux et Pierre-Alain Leleu, mise en scène Stéphane Hillel, La Pépinière-Théâtre

## Distinctions

### Nomination
- Molières 2019 : nomination au Molière de la comédienne dans un second rôle pour Le Canard à l'orange